# セイバンモロコシ
セイバンモロコシ（西播蜀黍、学名：Sorghum halepense）はイネ科の普通に見られる雑草の一つ。英語名はジョンソングラス（英語: Johnson grass）。

## 特徴
セイバンモロコシは単子葉植物イネ科モロコシ属の多年生植物である。草丈は0.5-2m程度になり、地下の根茎を伸ばして群生する。葉は細長く縁はざらつかない。夏から秋に円錐花序の多数の小穂をつけた15-50cmの穂を出す。小穂には毛があり、長さ4-6mmで有柄と無柄のものが混じる。

### 植物学的品種
- ノギナシセイバンモロコシ（ヒメモロコシ）S. halepense Pers. form muticum Hubb.　小穂にはじめから芒がない。

### 薬剤抵抗性
一般的に使用されるグリホサート除草剤に薬剤抵抗性をもつものの出現がアルゼンチンとアメリカ合衆国で報告されている。

## 侵入と分布
地中海地域のヨーロッパ、中東原産で、日本には1945年頃に侵入した（帰化植物）。日本では本州（主に山形県以南）、四国、九州、琉球、小笠原に分布し、畑地、牧草地、道端、河川敷、堤防、果樹園、荒地などに生え、世界の熱帯から温帯地域に分布する。

## 利害
霜や乾燥などのストレスによりシアン化水素を植物体内に生産することや、硝酸塩を含むことから、日本では飼料としてほとんど栽培されない。根茎、種子の両方で繁殖するため、畑地・牧草地の強害雑草となっている。
葉は太くて丈夫で子どものザリガニ釣りなどの釣り竿に用いられる。